# Melissa Rauch

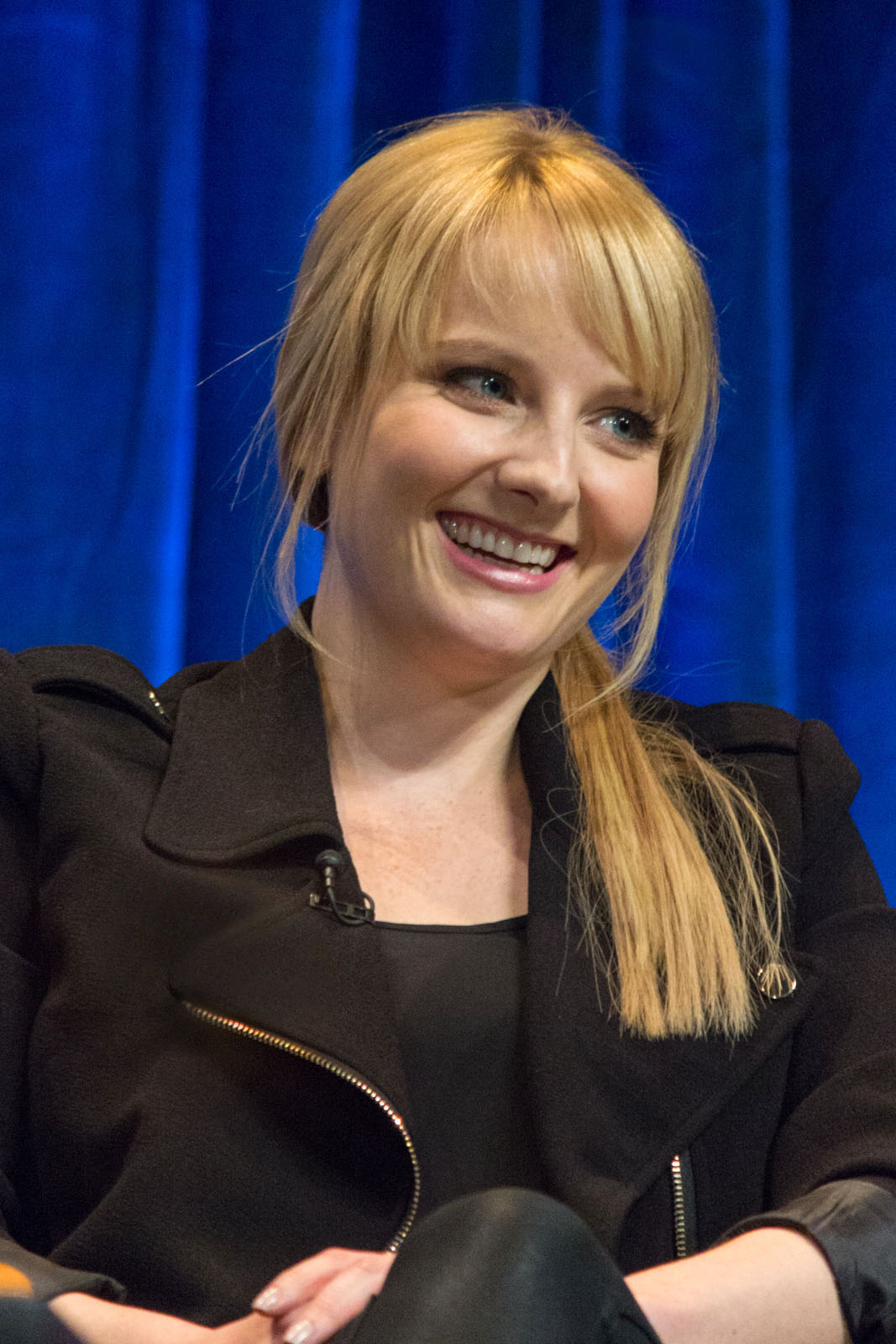
Melissa Rauch (2013)

Melissa Ivy Rauch (* 23. Juni 1980 in Marlboro, New Jersey) ist eine US-amerikanische Schauspielerin.

## Biografie
Melissa Rauch ist die Tochter von Susan und David Rauch. Sie erwarb am Marymount Manhattan College einen Bachelor of Fine Arts in Schauspielkunst (Acting).
Während ihres Schauspielstudiums trat sie in New York als Stand-up-Comedian auf, auch mit einem eigenen Soloprogramm. Einem breiteren Publikum wurde sie ab 2009 durch die Rolle der Bernadette Rostenkowski in der Serie The Big Bang Theory bekannt; ab der vierten Staffel wurde sie als Hauptdarstellerin geführt. 2011 war sie in dem Bühnenprogramm The Realest Real Housewives (deutsch Die echtesten echten Hausfrauen) zu sehen.
In Deutschland wird Melissa Rauch von verschiedenen Synchronsprecherinnen synchronisiert, zum Großteil jedoch von Anita Hopt.

## Privatleben
Melissa Rauch ist mit dem Drehbuchautor Winston Beigel verheiratet, der ihren Namen angenommen hat. Im Dezember 2017 wurde die gemeinsame Tochter geboren. Rauch ist jüdischen Glaubens. Im Mai 2020 gab sie die Geburt ihres zweiten Kindes, eines Sohnes, bekannt.

## Filmografie (Auswahl)
- 2006: Blitzlichtgewitter (Delirious)
- 2007: 12 Miles of Bad Road (Fernsehserie, drei Folgen)
- 2008–2009: Kath & Kim (Fernsehserie, sechs Folgen)
- 2009: Trauzeuge gesucht! (I Love You, Man)
- 2009: The Condom Killer (Kurzfilm)
- 2009–2019: The Big Bang Theory (Fernsehserie, 209 Folgen)
- 2010: Das Büro (The Office, Fernsehserie, Folge 6x18)
- 2010: Wright vs. Wrong (Fernsehfilm)
- 2010: True Blood (Fernsehserie, sechs Folgen)
- 2015: Bronze (The Bronze)
- 2016: Ice Age 5 – Kollision voraus! (Ice Age: Collision Course, Stimme von Francine)
- 2017: Batman und Harley Quinn (Batman and Harley Quinn, Stimme von Harley Quinn)
- 2019: Black Monday (Fernsehserie, zwei Folgen)
- 2019: Ode to Joy
- 2019: Die Geldwäscherei (The Laundromat)
- 2020: Cats & Dogs 3: Pfoten vereint! (Cats & Dogs 3: Paws Unite!)
- 2023–2025: Night Court (Fernsehserie)